# Feschaeria meditrina
Espèce
Synonymes
- Castnia meditrina Hopffer, 1856

Feschaeria meditrina est une espèce de lépidoptères de la famille des Castniidae.

## Répartition
On trouve cette espèce au moins au Brésil.